# Meshaal Barsham
Meshaal Aissa Barsham (Doha, Catar; 14 de febrero de 1998) es un futbolista catarí. Juega de portero y su equipo actual es el Al-Sadd de la Liga de fútbol de Catar.

## Selección nacional

### Participaciones como juvenil
| Copa                             | Sede      | Resultado      |
| -------------------------------- | --------- | -------------- |
| Campeonato Sub-23 de la AFC 2018 | China     | Tercer lugar   |
| Campeonato Sub-23 de la AFC 2020 | Tailandia | Fase de grupos |

### Participaciones en copas continentales
| Copa                            | Sede           | Resultado    |
| ------------------------------- | -------------- | ------------ |
| Copa Árabe de la FIFA 2021      | Catar          | Tercer lugar |
| Copa de Oro de la Concacaf 2021 | Estados Unidos | Semifinales  |

## Clubes
| Club    | País  | Año           |
| ------- | ----- | ------------- |
| Al-Sadd | Catar | 2017-presente |

## Palmarés

### Títulos internacionales
| Título                              | Club    | País  | Año     |
| ----------------------------------- | ------- | ----- | ------- |
| Liga de fútbol de Catar             | Al-Sadd | Catar | 2018-19 |
| Liga de fútbol de Catar             | Al-Sadd | Catar | 2020-21 |
| Liga de fútbol de Catar             | Al-Sadd | Catar | 2021-22 |
| Copa de las Estrellas de Catar      | Al-Sadd | Catar | 2019-20 |
| Copa del Emir de Catar              | Al-Sadd | Catar | 2020    |
| Copa del Emir de Catar              | Al-Sadd | Catar | 2021    |
| Copa Príncipe de la Corona de Catar | Al-Sadd | Catar | 2020    |
| Copa Príncipe de la Corona de Catar | Al-Sadd | Catar | 2021    |

| Título        | Equipo             | País  | Año  |
| ------------- | ------------------ | ----- | ---- |
| Copa Asiática | Selección de Catar | Catar | 2023 |

### Distinciones individuales
| Distinción                        | Año  |
| --------------------------------- | ---- |
| Guante de Oro de la Copa Asiática | 2023 |